# Renault Type NM

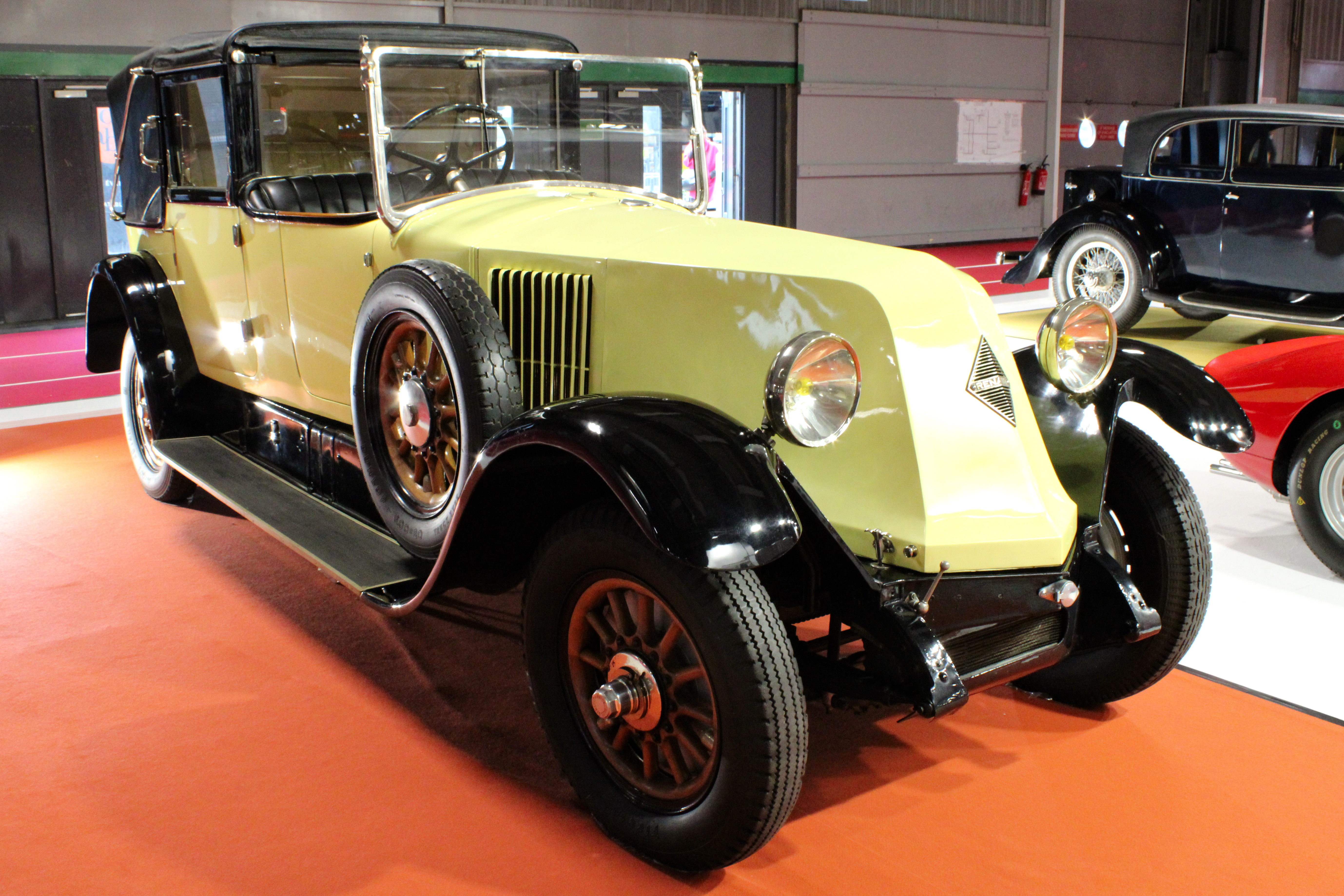
Landaulet

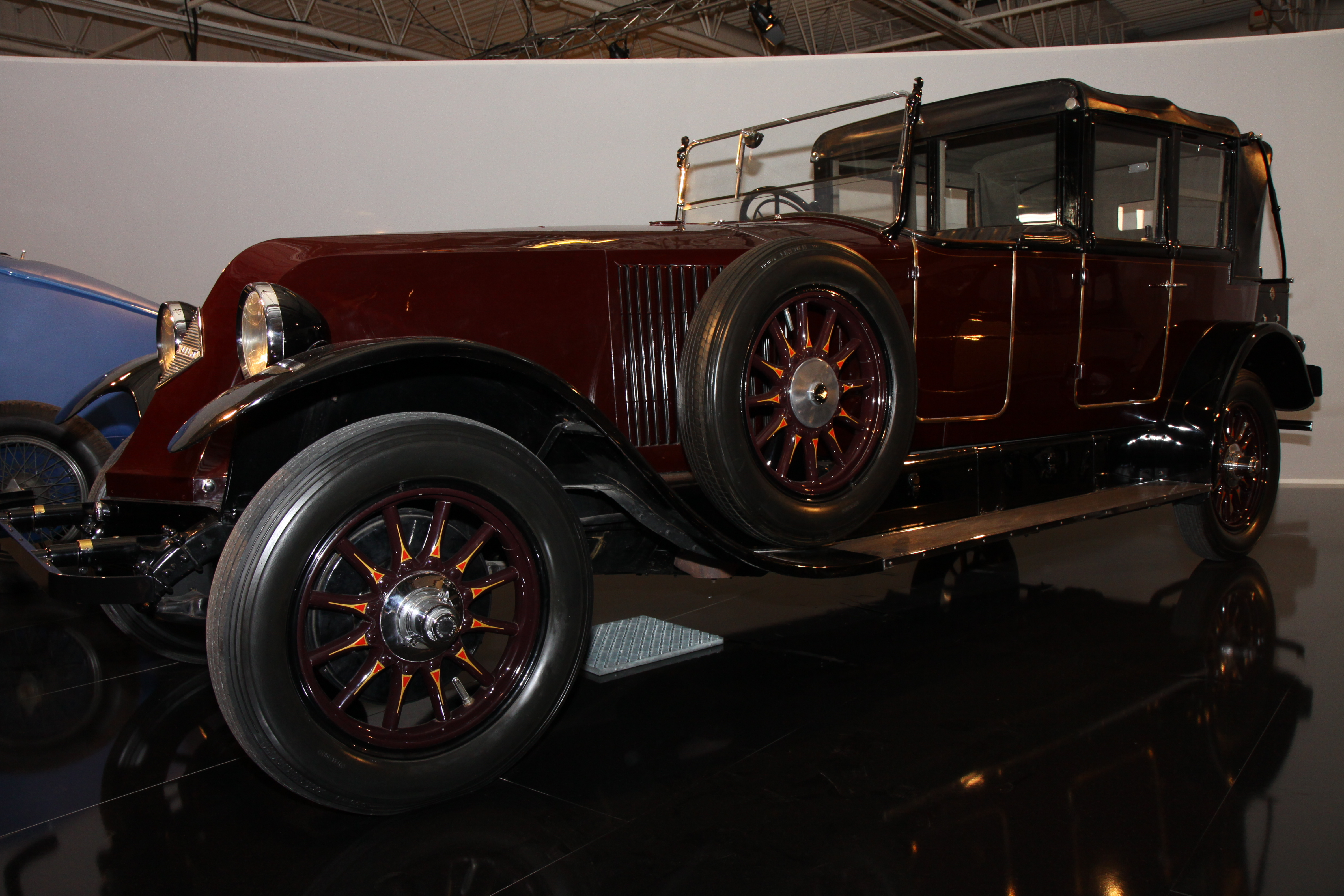
Limousine mit offenem Fahrerabteil

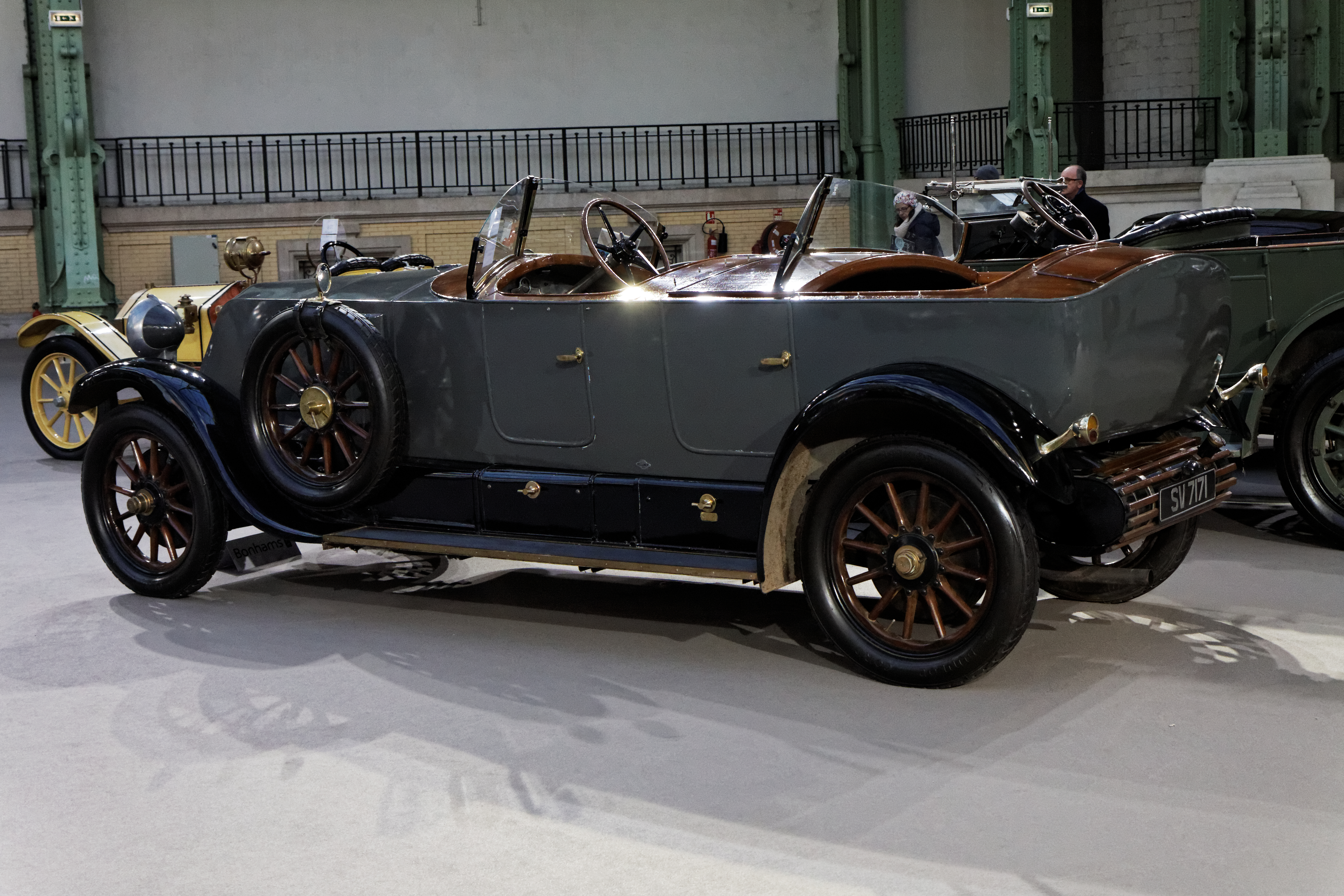
Tourenwagen (1927)

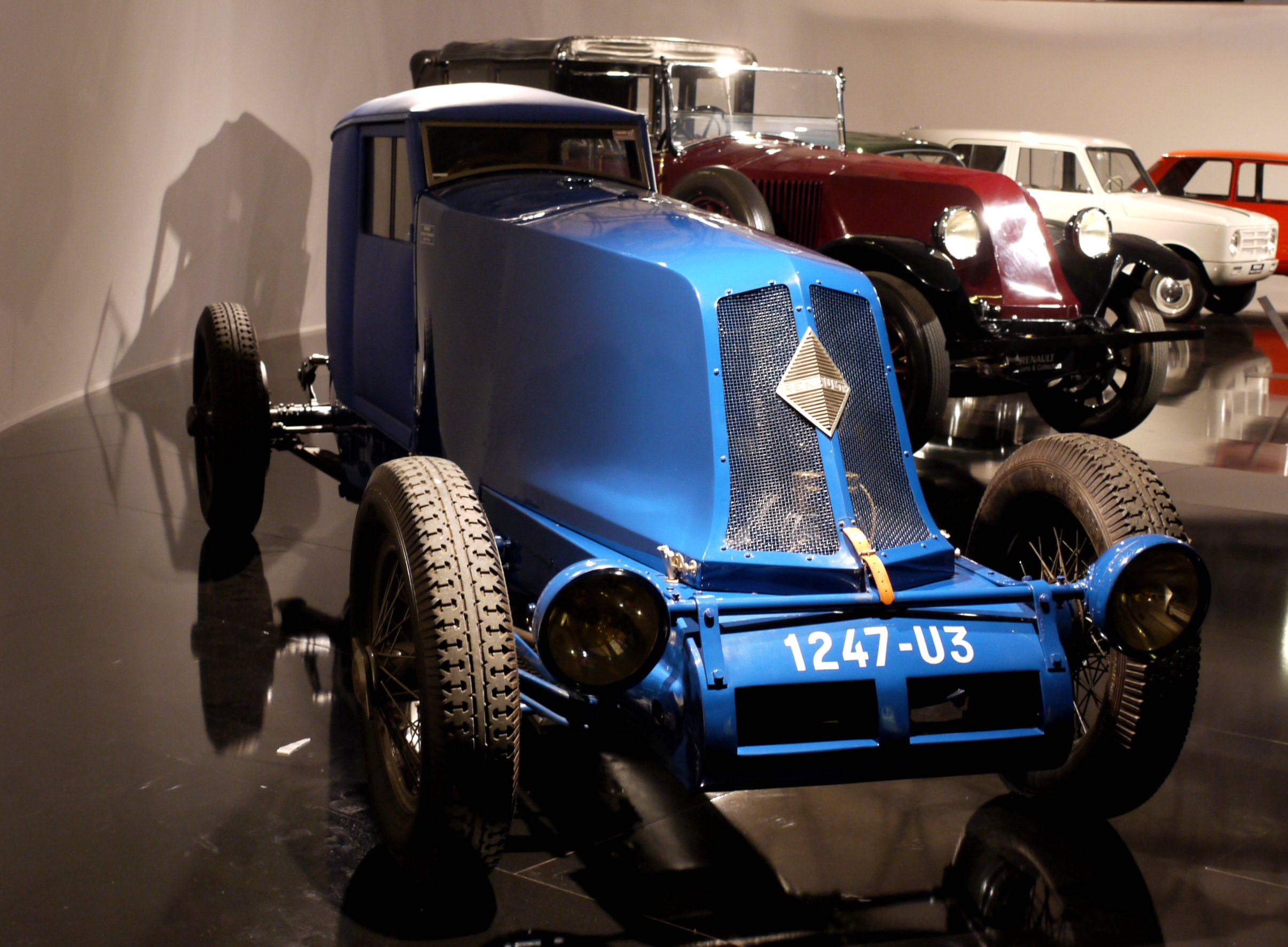
Rekordfahrzeug

Der Renault Type NM, auch 40 CV genannt, war ein Personenkraftwagenmodell der Zwischenkriegszeit von Renault.

## Beschreibung
Die nationale Zulassungsbehörde erteilte am 28. Januar 1925 ihre Zulassung. Vorgänger war der Renault Type MC. 1928 folgte der Renault Reinastella mit einem Achtzylindermotor.
Der wassergekühlte Sechszylindermotor mit 110 mm Bohrung und 160 mm Hub hatte 9123 cm³ Hubraum. Die Motorleistung wurde über eine Kardanwelle an die Hinterachse geleitet. Die Höchstgeschwindigkeit war je nach Übersetzung mit 84 bis 103 km/h angegeben.
Bei einem Radstand von wahlweise 380,1 cm bzw. 399,4 cm und einer Spurweite von 144 cm war das Fahrzeug 493 cm bzw. 501 cm lang und 170 cm breit. Für das Jahr 1926 ist auch ein Radstand von 387,1 cm überliefert. Der Wendekreis war mit 16 bis 17 Metern angegeben. Das Fahrgestell wog 1700 kg, das Komplettfahrzeug 2700 kg. Zur Wahl standen Tourenwagen, Cabriolet, Landaulet und Pullman-Limousine, letztere sowohl mit festem Aufbau als auch mit Weymann-Karosserie.
Die Preise für ein Fahrgestell stiegen von 80.000 bis 85.000 Franc im Dezember 1925 über 95.000 Franc im Folgejahr auf 105.000 Franc im Oktober 1927. Zu diesem Zeitpunkt kostete ein siebensitziger Tourenwagen 125.000 Franc und eine Pullman-Limousine 132.000 Franc.

## Rallye- und Rekordfahrten
François Repusseau gewann 1925 die Rallye Monte Carlo mit einem Type NM.
Am 11. Mai 1925 stellten die Fahrer Ellery Garfield und Robert Plessier mit einem Type NM in viersitziger Tourenwagenkarosserie auf dem Autodrome de Linas-Montlhéry Rekorde über 3 Stunden, 6 Stunden, 500 Kilometer und 500 Meilen auf. Vom 3. bis zum 4. Juni 1925 fuhr das Duo mit dem gleichen Fahrzeug in 24 Stunden die Weltrekord-Distanz von 3384,749 km, was einem Durchschnitt von 141,031 km/h entsprach. Vom 9. bis zum 10. Juli 1926 fuhren Garfield, Plessier und Paul Guillon mit einem als Einsitzer karosserierten Type NM in 24 Stunden die Weltrekord-Distanz von 4167,578 km, was einem Durchschnitt von 173,649 km/h entsprach. Bei dieser Fahrt fielen auch die Rekorde über 1000 und 2000 Meilen sowie über 2000, 3000 und 4000 Kilometer.

## Filme
Fahrzeuge dieses Typs sind in den Filmen The Cardboard Lover von 1928, Desert Nights von 1929 und The Devil to Pay! von 1930 zu sehen.

## Auktionen
RM Auctions versteigerte am 12. August 2012 einen roten Coupé de Ville von 1925 aus der Aalholm Automobile Collection für 1.680.000 Dänische Kronen (etwa 225.000 Euro).
RM Auctions versteigerte am 18. August 2012 einen roten Tourenwagen von 1925 für 264.000 US-Dollar.
Bonhams versteigerte am 7. Februar 2013 einen grauen Tourenwagen von 1927 mit dem britischen Kennzeichen SV 7171 für 166.750 Euro.
RM Auctions versteigerte am 26. Juli 2014 einen weißen Tourenwagen von 1925 für 264.000 Dollar. Der amerikanische Oldtimer-Händler Hyman Ltd. bot dieses Fahrzeug anschließend für 375.000 Dollar an, bezeichnete ihn allerdings falsch als Type JP.
Außerdem ist ein gelbes Landaulet in der Cité de l’Automobile – Musée National – Collection Schlumpf in Mülhausen ausgestellt.